# Oper Ljubljana

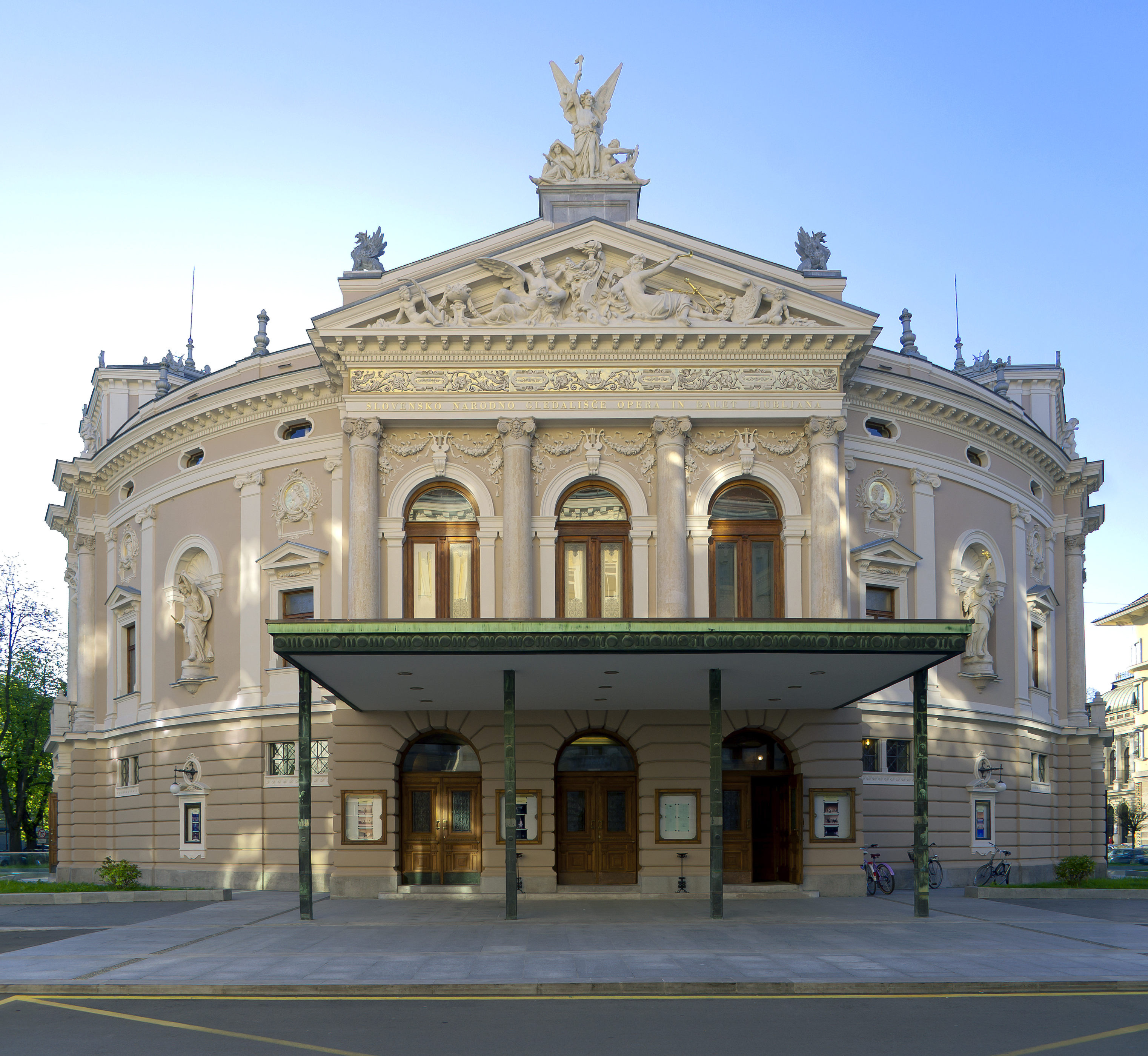
Opernhaus Ljubljana

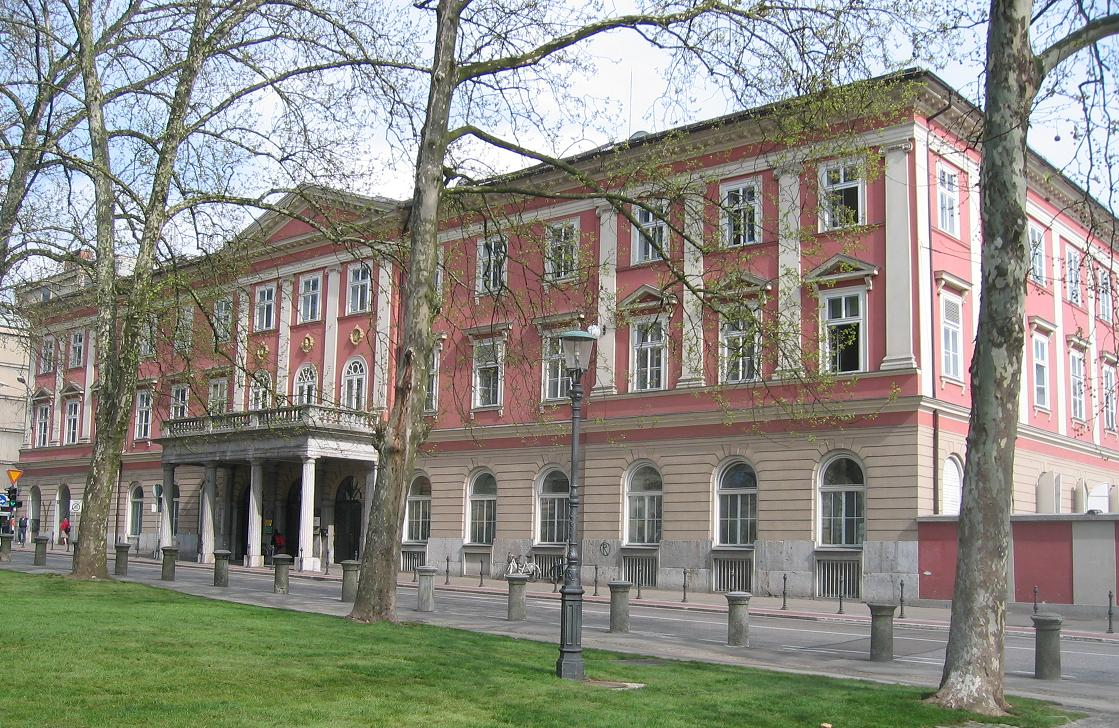
Kasinogebäude

Slowenisches Nationaltheater Oper und Ballett Ljubljana (slowenisch: Slovensko narodno gledališče Opera in balet Ljubljana bzw. SNG Opera in balet Ljubljana) ist die Bezeichnung eines zentralen slowenischen Musiktheaters. Es zeigt in jeder Saison ein umfangreiches Repertoire an Opern-, Ballett- und Konzertenwerken des modernen und klassischen Musiktheaters.
Die Institution hat ihren Sitz im Opernhaus Ljubljana in der Cankarjeva cesta in Ljubljana, der Hauptstadt Sloweniens, und verfügt über zusätzliche Räumlichkeiten im Kasinogebäude auf dem Laibacher Kongressplatz.

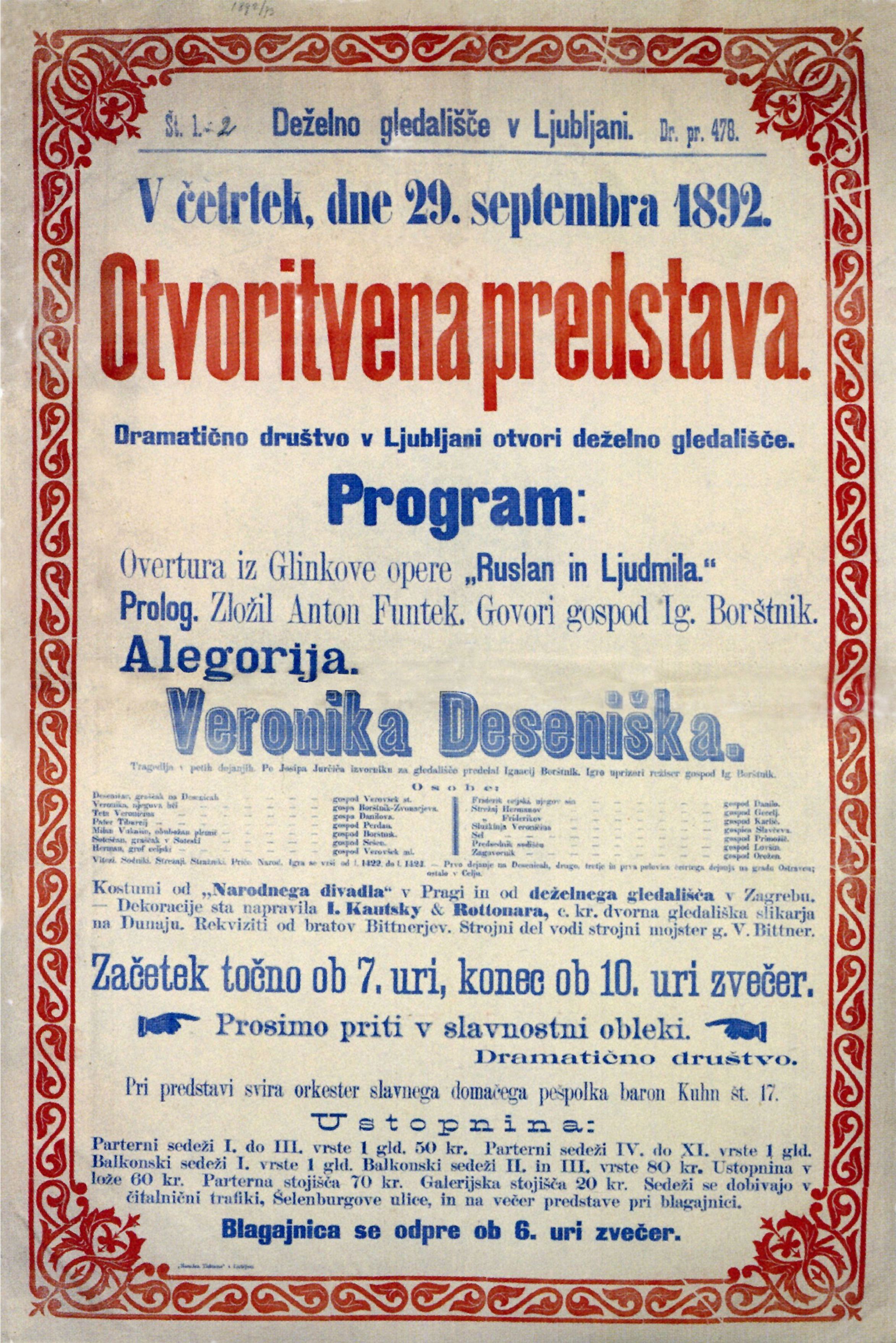
Plakat zur Erstaufführung 1892

## Geschichte
Die Entwicklung des Slowenischen Nationaltheaters wurde maßgeblich durch die slowenische Kulturvereinigung Dramatische Gesellschaft (slowenisch: Dramatično društvo) in der zweiten Hälfte des 19. Jahrhunderts befördert. In diesem Zusammenhang wurde 1892 das Opernhaus Ljubljana eröffnet, in dem Aufführungen in deutscher und slowenischer Sprache angeboten wurden. In diesem Theater konnte die Slowenische Oper erstmals feste Dirigenten, Chor und Solisten. Begleitet wurden die Aufführungen zunächst von Militärmusikern und ab 1908 von den Mitgliedern der neu gegründeten Slowenischen Philharmonie. 1911 wurden die Aufführungen des deutschen Ensembles in einen Neubau (das heutige Schauspielhaus) verlegt. Zwischen 1915 und 1918 fanden kriegsbedingt keine Veranstaltungen statt. Nach der Wiedereröffnung wurden erstmals auch Ballettaufführungen angeboten.